# Vanessa javanica
Vanessa javanica är en fjärilsart som beskrevs av Hans Fruhstorfer 1912. Vanessa javanica ingår i släktet Vanessa och familjen praktfjärilar. Inga underarter finns listade i Catalogue of Life.